# Babylon A Fight
Babylon A Fight – osiemnasty album studyjny Michaela Rose’a, jamajskiego wykonawcy muzyki reggae.
Płyta została wydana w roku 2006 przez brytyjską wytwórnię Cousins Records. Nagrania zostały zarejestrowane w Stingray Studio w Londynie. Ich produkcją zajął się Donville Davis. Rose’owi akompaniowali bracia Leroy „Mafia” Heywood oraz David „Fluxy” Heywood, a także niektórzy muzycy sesyjni z zespołu The Aggrovators.

## Lista utworów
1. „Sweet Sensimenia”
2. „No Heart”
3. „Babylon A Fight”
4. „Pray”
5. „A Who”
6. „Picture On The Wall”
7. „Back A Yard”
8. „Everyday A Gun”
9. „Smoke De Herb”
10. „Trample The Dragon”
11. „Empress Lady”